# Comedy Inc.
Comedy Inc. (Comedy Inc. i després Comedy Inc.: The Late Shift) és una sèrie de televisió australiana emesa del 19 de febrer de 2003 al 26 de desembre de 2007 al canal Nine Network. Era produïda per Crackerjack Productions.
A Catalunya, la sèrie es va estrenar el 6 de novembre de 2010 al Canal 3XL de Televisió de Catalunya.

## Resum
La sèrie tracta tot de situacions observades des del punt de vista de l'humor. La forma en què ho presenta és en forma d'esquetxos o gags curts. La sèrie pot recordar a Dinamita, en el format presentat.

## Capítols
Consta de 96 capítols. A Catalunya es va emetre per primer cop al Canal 3XL els dissabtes, emetent només 62 capítols en català. Amb el tancament del canal, es va reemetre a les matinades de TV3 durant el 2013.

## Actors

### Temporades 1-3 (2003-2005)
- Gabriel Andrews (2003–2005)
- Ben Oxenbould (2003–2005)
- Mandy McElhinney (2003–2006)
- Genevieve Morris (2003–2006)
- Katrina Retallick (2003–2006)
- Paul McCarthy (2003–2007)
- Jim Russell (2003–2007)
- Emily Taheny (2003–2007)

### Temporada 4 (2006)
- Scott Brennan (2006–2007)
- Simon Mallory (2006–2007)

### Temporada 5 (2007)
- Rebecca De Unamuno (2007)
- Fiona Harris (2007)
- Janis McGavin (2007)